# 1479 Інкері
1479 Інкері (1479 Inkeri) — астероїд головного поясу, відкритий 16 лютого 1938 року.
Тіссеранів параметр щодо Юпітера — 3,340.